# Porfirija
Porfiríja je dedna ali pridobljena motnja v presnovi porfirina z nenormalno zvečano tvorbo in izločanjem porfirinov oziroma njihovih predstopenj (prekurzorjev) in njihova zvišana koncentracija v krvi. Klinično se izražajo bodisi kot nevrološki zapleti bodisi kot kožna bolezen (lahko oboje skupaj).

## Genetsko ozadje
Z genetskega vidika so porfirije posledice mutacij genov, ki nosijo zapis za encime, vključene v biosintetsko pot hema od glicina do porfirinov. Bolezen se deduje avtosomno recesivno, kar pomeni, da je navadno za izražanje bolezni potrebno, da imata oba starša vsaj en okvarjen alel, osebe z enim okvarjenim alelom pa so prenašalci in se bolezen pri njih klinično ne izrazi. Incidenca bolezni je od 1 na 500 do 1 na 50.000 ljudi po svetu, v ZDA 1 na 25.000 ljudi. 
Porfirije lahko povzročijo tudi določeni prehrambeni ali okoljski dejavniki, npr. zastrupitev z živim srebrom (Hg) ali arzenom (As).

## Klinični simptomi in znaki
Ne glede na vzrok se določeni porfirini ali njihovi prekurzorji kopičijo v eritrocitih, telesnih tekočinah in jetrih. Glede na prevladujoče simptome lahko porfirije v splošnem razdelimo na akutne (nevrovisceralne) porfirije, ki se kažejo kot bolečina v trebuhu, nevropatija, avtonomno neravnovesje in psihoza, ter kožne porfirije, ki se kažejo kot lezije na koži zaradi občutljivosti na sončno svetlobo.
Najpogostejši tip porfirije je akutna intermitentna porfirija, ki se kaže z napadi bolečin v trebuhu, gastrointestinalno disfunkcijo, 
nevrološkimi motnjami in zvečano količino δ-aminolevulinske kisline v urinu. Ena od znanih osebnosti, ki je verjetno bolehala za omenjenim tipom porfirije, je bil angleški kralj Jurij III. Angleški.
Redki tip porfirije je kopičenje uroporfirinogena I, nenormalnega izomera protoporfirina, kar se kaže kot rdeče obarvan urin, anemija zaradi nezadostne sinteze hemoglobina, fluorescenca zob pod UV svetlobo ter nenormalna občutljivost kože na sončno svetlobo. Glede na znake podobnih tipov bolezni so mnogi avtorji v svojih znanstvenih publikacijah povezali porfirijo z nastankom legend o vampirjih.
Simptome večine tipov porfirij se lahko nadzoruje s spremembo prehrane (bogate z ogljikovimi hidrati) ali aplikacije hema oz. njegovih derivatov.

## Etimologija in zgodovina
Izraz porfirija izhaja iz grške besede starogrško πορφύρα: porphyra, kar pomeni vijolično barvilo. Verjetno se nanaša na vijolično obarvanje iztrebka (fecesa) in seča (urina) med napadi.
Čeprav se izvorni opis bolezni pripisuje Hipokratu, je na biokemijski ravni bolezen prvi pojasnil Felix Hoppe-Seyler leta 1874, opisal pa jo je danski zdravnik Barend Stokvis leta 1889.